# Chronopolis
Chronopolis és una pel·lícula polonesa d'animació en stop-motion basada en una novel·la de J. G. James Graham Ballard. És l'única pel·lícula dirigida per Piotr Kamler. Tracta sobre uns immortals viuen en monotonia fabricant temps en forma de boles blanques mutables mitjançant instruments puntiaguts. És una de les primeres pel·lícules on s'utilitzà efectes d'imatge generats amb ordinador, realitzats per Piotr Kamler. El 1982 fou reproduïda al Festival Internacional de Cinema de Canes.

## Argument
Chronopolis explica la història d'una ciutat gegantesca amagada en el cel i colonitzada per immortals poderosos que estan cansats de la vida eterna. La major part del seu temps és gastat monòtonament construint objectes estranys i inusuals mentre esperen que el regal definitiu arribi a les seves mans.

## Producció
Amb una beca de 400.000 dòlars de l'Institut Nacional de l'Audiovisual de Paris i del Centre Nacional del Cinema, Piotr Kamler va completar la pel·lícula en un període de cinc anys, de 1977 a 1982. La major part de l'animació i de CGI el va fer ell mateix. Kamler va admetre obertament que el guió que va proporcionar per obtenir el seu finançament no va tenir res a veure amb la seva idea original. Només després de construir els personatges, la història de la pel·lícula va "agafar" forma.
Existeixen dues versions de la pel·lícula. L'original de 1982 dura 66 minuts i va ser distribuïda a Amèrica del Nord a través d'una empresa de Boston. El tall oficial i final, va ser distribuït el 1988, té 14 minuts menys, deixant-la en 52 minuts. En aquesta versió:
- Tota la narració és omesa
- L'escena on l'explorador vola al voltant dels gegantes és tallada
- La dansa addicional entre el explorador i la pilota va ser treta
- La final és tallat 10 minuts que incloia escenes extres del immortals i tots els de la pilota i l'explorador deixant Chronopolis.